# Paulijeva matrika
Páulijeve matríke so množica 2 × 2 kompleksnih hermitskih matrik, ki jih je leta 1927 uvedel Wolfgang Ernst Pauli:
{\displaystyle \sigma _{1}={\begin{pmatrix}0&&1\\1&&0\end{pmatrix}}\!\,,}
{\displaystyle \sigma _{2}={\begin{pmatrix}0&&-i\\i&&0\end{pmatrix}}\!\,,}
{\displaystyle \sigma _{3}={\begin{pmatrix}1&&0\\0&&-1\end{pmatrix}}\!\,.}
Determinante in sledi Paulijevih matrik so:
{\displaystyle {\begin{matrix}{\hbox{det}}(\sigma _{i})&=&-1&\\{\hbox{sl}}(\sigma _{i})&=&0&\quad {\hbox{za}}\ i=1,2,3\end{matrix}}}
Za Paulijeve matrike veljata naslednji zvezi, komutativna in antikomutativna:
{\displaystyle {\begin{matrix}[\sigma _{i},\sigma _{j}]&=&2i\,\epsilon _{ijk}\,\sigma _{k}\\\{\sigma _{i},\sigma _{j}\}&=&2\delta _{ij}\end{matrix}}}
kjer je {\displaystyle \epsilon _{ijk}\!\,} Levi-Civitajev simbol in {\displaystyle \delta _{ij}\!\,} Kroneckerjeva delta.
Zgornje komutativne zveze določajo Liejevo algebro su(2). su(2) se lahko poistoveti z Liejevo algebro vseh realnih linearnih kombinacij Paulijevih matrik s hermitskimi 2 × 2 matrikami s sledjo 0. V tem smislu Paulijeve matrike tvorijo su(2). Na Paulijeve matrike se lahko gleda kot na infinitezimalne generatorje pripadajoče Liejeve grupe SU(2).
Liejeva algebra su(2) je izomorfna Liejevi algebri so(3), ki odgovarja Liejevi grupi SO(3), grupi vrtenj v trorazsežnem prostoru. Z drugimi besedami so Paulijeve matrike realizacija (in v bistvu realizacija z najmanj razsežnostmi) infinitezimalnih vrtenj v trorazsežnem prostoru.
V kvantni mehaniki Paulijeve matrike predstavljajo generatorje vrtenja, ki delujejo na nerelativistične delce s spinom 1/2. Stanje delcev je predstavljeno z dvokomponetnimi spinorji, ki so fundamentalna reprezentacija SU(2). Zanimiva značilnost delcev s polovičnim spinom je, da se morajo za vrnitev v izvirno lego zavrteti za kot 4π. To je posledica dejstva, da SU(2) in SO(3) nista globalno izomorfni, čeprav njuni infinitezimalni generatorji su(2) in so(3) so. SU(2) je dejansko »dvojno prekritje« SO(3), kar pomeni, da vsak element v SO(3) odgovarja dvema elementoma v SU(2). V kvantni mehaniki sistemov več delcev je določena uporabna splošna Paulijeva grupa {\displaystyle G_{n}}, ki sestavlja n-kratne tenzorske produkte Paulijevih matrik.
Skupaj z enotsko matriko I, (ki jo včasih zapišejo kot {\displaystyle \sigma _{0}\!\,}) tvorijo Paulijeve matrike bazo za realni vektorski prostor 2 × 2 kompleksnih hermitskih matrik. Baza je enakovredna kvaternionom in kot baza za operator vrtenj polovičnih spinov odgovarja pripadajoči kvaternionski reprezentaciji vrtenj.